# Cồng giây
Cồng giây (danh pháp hai phần: Calophyllum pisiferum) là một loài thực vật có hoa trước đây xếp trong họ Bứa. Hệ thống APG III năm 2009 tách các loài trong chi Calophyllum xếp vào họ mới lập gọi là họ Cồng (Calophyllaceae).
Loài này có ở Campuchia, Indonesia, Malaysia, Myanma, Thái Lan, và Việt Nam.
Tại Việt Nam, loài này phân bố ở Bình Dương và Tây Ninh.

## Đặc điểm
Cây bụi nhỏ, cao đến 2 m, thường mọc bên các cồn, rạch.